# 旧县镇 (河曲县)
旧县镇，原为旧县乡，是中华人民共和国山西省忻州市河曲县下辖的一个乡镇级行政单位。

## 行政区划
旧县乡下辖以下地区：
旧县村、旺山村、龙门沟村、火山村、沙万村、走马梁村、菅家沟村、王玉庄村、苗辛庄村、小五村、纸房沟村、杨家沟村、丁家沟村、杨家洼村、小王家也村、上炭水村、硬地峁村、范家梁村、铺沟村、河畔村、何家也村、刘元头村、闫家也村、大王家也村、下炭水村和河塔村。

## 中国传统村落
旧县村获评“中国传统村落”。